# ФК «Спартак-2» Москва в сезоне 2020/2021
Сезон 2020/2021 годов стал для футбольного клуба «Спартак-2» (Москва) 17-м в его истории.

## Состав команды
| №  |             | Поз. | Имя                  | Год рождения |
| -- | ----------- | ---- | -------------------- | ------------ |
| 16 | Флаг России | Вр   | Артём Поплевченков   | 2000         |
| 27 | Флаг России | Вр   | Тимур Акмурзин       | 1997         |
| 30 | Флаг Италии | Вр   | Андреа Романьоли     | 1998         |
| 31 | Флаг России | Вр   | Антон Шитов          | 2000         |
| 32 | Флаг России | Вр   | Артём Ребров         | 1984         |
| 57 | Флаг России | Вр   | Александр Селихов    | 1994         |
| 91 | Флаг России | Вр   | Даниил Марков        | 2001         |
| 95 | Флаг России | Вр   | Михаил Волков        | 2003         |
| 98 | Флаг России | Вр   | Александр Максименко | 1998         |
|    |             |      |                      |              |
| 17 | Флаг России | Защ  | Георгий Тигиев       | 1995         |
| 29 | Флаг России | Защ  | Илья Кутепов         | 1993         |
| 34 | Флаг России | Защ  | Руслан Ходорченко    | 2000         |
| 35 | Флаг России | Защ  | Леонид Миронов       | 1998         |
| 36 | Флаг России | Защ  | Артём Воропаев       | 1999         |
| 38 | Флаг России | Защ  | Андрей Ещенко        | 1984         |
| 39 | Флаг России | Защ  | Павел Маслов         | 2000         |
| 56 | Флаг России | Защ  | Илья Гапонов         | 1997         |
| 61 | Флаг России | Защ  | Илья Голосов         | 2001         |
| 63 | Флаг России | Защ  | Даниил Петрунин      | 1999         |
| 93 | Флаг России | Защ  | Никита Моргунов      | 2001         |
| 94 | Флаг России | Защ  | Илья Детёнышев       | 2003         |
| 96 | Флаг России | Защ  | Николай Генчу        | 2003         |
|    |             |      |                      |              |

| №  |               | Поз. | Имя                 | Год рождения |
| -- | ------------- | ---- | ------------------- | ------------ |
| 10 | Флаг России   | ПЗ   | Зелимхан Бакаев     | 1996         |
| 22 | Флаг России   | ПЗ   | Михаил Игнатов      | 2000         |
| 53 | Флаг России   | ПЗ   | Ильяс Муминов       | 2001         |
| 54 | Флаг России   | ПЗ   | Наиль Умяров        | 2000         |
| 68 | Флаг России   | ПЗ   | Руслан Литвинов     | 2001         |
| 71 | Флаг России   | ПЗ   | Степан Мельников    | 2002         |
| 73 | Флаг России   | ПЗ   | Владислав Шитов     | 2003         |
| 74 | Флаг России   | ПЗ   | Дмитрий Маркитесов  | 2001         |
| 75 | Флаг России   | ПЗ   | Фаниль Сунгатулин   | 2001         |
| 80 | Флаг России   | ПЗ   | Никита Бакалюк      | 2001         |
| 82 | Флаг России   | ПЗ   | Илья Левченков      | 2002         |
| 83 | Флаг России   | ПЗ   | Максим Лайкин       | 2003         |
| 84 | Флаг России   | ПЗ   | Степан Оганесян     | 2001         |
| 88 | Флаг России   | ПЗ   | Александр Ташаев    | 1994         |
| 90 | Флаг России   | ПЗ   | Константин Шильцов  | 2002         |
| 97 | Флаг России   | ПЗ   | Даниил Денисов      | 2002         |
|    |               |      |                     |              |
| 7  | Флаг России   | Нап  | Александр Соболев   | 1997         |
| 13 | Флаг Грузии   | Нап  | Николоз Кутателадзе | 2001         |
| 76 | Флаг России   | Нап  | Виталий Шитов       | 2003         |
| 86 | Флаг России   | Нап  | Тимур Осмоловский   | 2000         |
| 89 | Флаг России   | Нап  | Илья Голятов        | 2002         |
| 99 | Флаг Бразилии | Нап  | Педро Роша          | 1994         |

### Заявочный лист
| №  | Позиция | Имя                 | Заявлен    | Отзаявлен  |
| -- | ------- | ------------------- | ---------- | ---------- |
| 7  | Нап     | Александр Соболев   | 05.08.2020 |            |
| 10 | ПЗ      | Зелимхан Бакаев     | 05.08.2020 |            |
| 13 | Нап     | Николоз Кутателадзе | 30.07.2020 |            |
| 15 | Нап     | Максим Глушенков    | 05.08.2020 | 15.02.2021 |
| 16 | Вр      | Артём Поплевченков  | 05.08.2020 |            |
| 17 | Защ     | Георгий Тигиев      | 29.07.2020 |            |
| 21 | Защ     | Малкольм Баду       | 30.07.2020 | 19.01.2021 |
| 22 | ПЗ      | Михаил Игнатов      | 06.08.2020 |            |
| 27 | Вр      | Тимур Акмурзин      | 05.08.2020 |            |
| 29 | Защ     | Илья Кутепов        | 05.08.2020 |            |
| 30 | Вр      | Андреа Романьоли    | 30.07.2020 |            |
| 31 | Вр      | Антон Шитов         | 29.07.2020 |            |
| 32 | Вр      | Артём Ребров        | 05.08.2020 |            |
| 34 | Защ     | Никита Ходорченко   | 15.10.2020 |            |
| 35 | Защ     | Леонид Миронов      | 29.07.2020 |            |
| 36 | Защ     | Артём Воропаев      | 29.07.2020 |            |
| 38 | Защ     | Андрей Ещенко       | 05.08.2020 |            |
| 39 | Защ     | Павел Маслов        | 05.08.2020 |            |
| 42 | ПЗ      | Владислав Васильев  | 29.07.2020 | 19.01.2021 |
| 53 | ПЗ      | Ильяс Муминов       | 21.08.2020 |            |
| 54 | ПЗ      | Наиль Умяров        | 05.08.2020 |            |
| 55 | Защ     | Виталий Дьяков      | 01.08.2020 | 17.03.2021 |
| 56 | Защ     | Илья Гапонов        | 06.08.2020 |            |
| 57 | Вр      | Александр Селихов   | 31.08.2020 |            |
| 61 | Защ     | Илья Голосов        | 05.08.2020 |            |
| 63 | Защ     | Даниил Петрунин     | 30.07.2020 |            |
| 66 | Нап     | Сильванус Нимели    | 30.07.2020 | 02.02.2021 |
| 67 | Защ     | Максим Сазонов      | 06.08.2020 | 13.01.2021 |

| №  | Позиция | Имя                  | Заявлен    | Отзаявлен  |
| -- | ------- | -------------------- | ---------- | ---------- |
| 68 | ПЗ      | Руслан Литвинов      | 31.07.2020 |            |
| 70 | ПЗ      | Иван Репях           | 29.07.2020 | 06.08.2020 |
| 73 | ПЗ      | Владислав Шитов      | 21.08.2020 |            |
| 74 | ПЗ      | Дмитрий Маркитесов   | 05.08.2020 |            |
| 75 | ПЗ      | Фаниль Сунгатулин    | 06.08.2020 |            |
| 76 | Нап     | Виталий Шитов        | 06.08.2020 |            |
| 77 | ПЗ      | Резиуан Мирзов       | 13.08.2020 | 01.10.2020 |
| 78 | ПЗ      | Максим Данилин       | 29.07.2020 | 16.02.2021 |
| 79 | Нап     | Аслан Муталиев       | 07.09.2020 |            |
| 80 | ПЗ      | Никита Бакалюк       | 06.08.2020 |            |
| 82 | ПЗ      | Илья Левченков       | 07.09.2020 |            |
| 83 | ПЗ      | Максим Лайкин        | 11.08.2020 |            |
| 84 | ПЗ      | Степан Оганесян      | 31.07.2020 |            |
| 86 | Нап     | Тимур Осмоловский    | 21.08.2020 |            |
| 87 | Нап     | Святослав Кожедуб    | 31.07.2020 | 12.02.2021 |
| 87 | ПЗ      | Аяз Гулиев           | 25.02.2021 | 11.05.2021 |
| 88 | ПЗ      | Александр Ташаев     | 15.10.2020 |            |
| 89 | Нап     | Илья Голятов         | 06.08.2020 |            |
| 90 | ПЗ      | Константин Шильцов   | 06.08.2020 |            |
| 91 | Вр      | Даниил Марков        | 06.08.2020 |            |
| 92 | Защ     | Николай Рассказов    | 05.08.2020 | 01.10.2020 |
| 93 | Защ     | Никита Моргунов      | 06.08.2020 |            |
| 94 | Защ     | Илья Детёнышев       | 11.08.2020 |            |
| 96 | Защ     | Николай Генчу        | 21.08.2020 |            |
| 97 | ПЗ      | Даниил Денисов       | 29.07.2020 |            |
| 98 | Вр      | Александр Максименко | 05.08.2020 |            |
| 99 | Нап     | Педро Роша           | 24.02.2021 |            |

## Тренерский штаб
До 10 марта 2021 года
- Роман Пилипчук — главный тренер (до 11 марта 2021 года)[2]
- Олег Саматов — ассистент главного тренера, тренер по физической подготовке (до 16 марта 2021 года)[3]
- Иван Пилипчук — тренер-аналитик, ассистент главного тренера (до 11 марта 2021 года)[4]
- Владимир Пчельников — тренер вратарей (до 16 января 2021 года)[5]

С 11 марта 2021 года
- Евгений Бушманов — главный тренер (с 11 марта 2021 года)[6]
- Андрей Коновалов — ассистент главного тренера (с 11 марта 2021 года)[4]
- Джанлука Риомми — тренер вратарей (с 28 января 2021 года)[7]
- Дмитрий Цыняка — тренер по физической подготовке (с 19 марта 2021 года)[8]

## Административный штаб
- Денис Дылдин — начальник команды (до 17 января 2021 года)[9]
- Евгений Демин — начальник команды (с 28 января 2021 года)[7]
- Юрий Гелетюк — администратор

## Медицинский штаб
- Андрей Гришанов — врач (с 19 января 2021 года)[10]
- Александр Тутов — врач (до 28 января 2021 года, переход в молодёжную команду)[7]
- Алексей Александров — физиотерапевт
- Виталий Прокофьев — массажист
- Юрий Тюнин — массажист

## Трансферы

### Пришли в клуб
| # | №  | Позиция | Игрок             | Откуда           | Сумма           | Дата           | Ссылка        |
| - | -- | ------- | ----------------- | ---------------- | --------------- | -------------- | ------------- |
| 1 | 79 | Нап     | Александр Руденко | Торпедо (Москва) | из аренды       | 15 июня 2020   | [ 11 ] [ 12 ] |
| 2 | 34 | Защ     | Никита Ходорченко | свободный агент  | свободный агент | 1 октября 2020 | [ 13 ] [ 14 ] |

### Ушли из клуба
| # | №  | Позиция | Игрок              | Куда                   | Сумма           | Дата           | Ссылка               |
| - | -- | ------- | ------------------ | ---------------------- | --------------- | -------------- | -------------------- |
| 1 | 49 | Защ     | Роман Шишкин       | Знамя (Ногинск)        | свободный агент | 1 июня 2020    | [ 15 ] [ 16 ] [ 17 ] |
| 2 | 4  | ПЗ      | Николай Тюнин      | завершил карьеру       | свободный агент | 1 июня 2020    | [ 16 ] [ 18 ]        |
| 3 | 45 | Нап     | Идриса Самбу       | Газ Метан              | свободный агент | 1 июня 2020    | [ 16 ] [ 19 ] [ 20 ] |
| 4 | 43 | ПЗ      | Пётр Володкин      | Чайка (Песчанокопское) | свободный агент | 1 июня 2020    | [ 16 ] [ 21 ] [ 22 ] |
| 4 | 28 | Нап     | Тиерно Тиуб        | По                     | свободный агент | 1 июня 2020    | [ 23 ] [ 24 ]        |
| 5 | 42 | ПЗ      | Владислав Васильев | Ван (Чаренцаван)       | свободный агент | 13 января 2021 | [ 25 ] [ 26 ]        |
| 6 | 67 | Защ     | Максим Сазонов     | Металлург (Липецк)     | свободный агент | 13 января 2021 | [ 26 ] [ 27 ] [ 28 ] |
| 7 | 21 | Защ     | Малкольм Баду      | без клуба              | свободный агент | 14 января 2021 | [ 29 ] [ 30 ]        |
| 8 | 66 | Нап     | Сильванус Нимели   | Горица (Велика-Горица) | неизвестно      | 26 января 2021 | [ 31 ] [ 32 ]        |
| 9 | 55 | Защ     | Виталий Дьяков     | без клуба              | свободный агент | 18 марта 2021  | [ 33 ] [ 34 ]        |

### Ушли в аренду
| # | №  | Позиция | Игрок             | Куда     | Сумма     | Начало          | Конец            | Ссылка               |
| - | -- | ------- | ----------------- | -------- | --------- | --------------- | ---------------- | -------------------- |
| 1 | 79 | Нап     | Александр Руденко | Сочи     | бесплатно | 25 июля 2020    | 1 июля 2021      | [ 35 ] [ 36 ]        |
| 2 | 87 | Нап     | Святослав Кожедуб | Валмиера | бесплатно | 8 февраля 2021  | 1 июля 2021 года | [ 37 ] [ 38 ] [ 39 ] |
| 3 | 78 | ПЗ      | Максим Данилин    | Ноа      | € 10,000  | 19 февраля 2021 | 1 июля 2021 года | [ 41 ] [ 42 ]        |

## Предсезонные и товарищеские матчи
| 27 июня 2020 | Спартак-2 (Москва)          | 3:0 (0:0)         | Локомотив-Казанка (Москва) | Москва                  |
| 11:00 MSK | Тиуб 47′, 76′ · Денисов 68′ | отчёт обзор матча |                            | Стадион: «Сапсан Арена» |
| Спартак-2: Акмурзин (Романьоли, 46), Тигиев (Генчу, 46), Моргунов (Зепатта, 46), Петрунин (Смирных, 46), Воропаев (Сазонов, 46), Лайкин (Денисов, 46), Литвинов (Васильев, 46), Игнатов (Руденко, 46), Баду (Нимели, 46), Кожедуб (Тиуб, 46), Оганесян (Кутателадзе, 46). Главный тренер: Роман Михайлович Пилипчук. |                             |                   |                            |                         |

| 4 июля 2020 | Спартак-2 (Москва) | 0:3 (0:1)                                 | Химки                                               | Кратово                                               |
| 17:00 MSK |                    | отчёт (Спартак) отчёт (Химки) обзор матча | 9' 9′ Дядюн · 75′ (пен.) Маляров · 86′ Георгиевский | Стадион: УТБ «Кратово» Судья: О. Корецкий (Раменское) |
| Спартак-2: Акмурзин (Шитов, 46), Генчу (Тигиев, 46), Зепатта (Петрунин, 46), Толстопятов (Литвинов, 46), Сазонов (Миронов, 46), Воропаев (Лайкин, 46), Васильев (Денисов, 46), Оганесян (Игнатов, 46), Кожедуб (Баду, 46), Тиуб (Нимели, 46), Кутателадзе (Руденко, 46). Главный тренер: Роман Михайлович Пилипчук. Химки: Хомич (Лантратов, 46), Гапон (Прошкин, 69), Тихий (Юран, 69), Данилкин (Евдокимов, 69), Боженов (Тихонов, 76), Смирнов (Кухарчук, 30), Мартусевич (Маляров, 46), Трошечкин (Мурнин, 76), Корян (Георгиевский, 56), Полярус (Алиев, 56), Дядюн (Барков, 46). Главный тренер: Сергей Николаевич Юран. |                    |                                           |                                                     |                                                       |

| 10 июля 2020 | Спартак-2 (Москва) | 1:5 (1:2)                                   | Торпедо (Москва)                                                 | Москва                                                     |
| 17:00 MSK | Кожедуб 17′        | отчёт (Спартак) отчёт (Торпедо) обзор матча | 1′ Кертанов · 31′ Лях · 63′ Сергеев · 73′ Адаев · 75′ Берковский | Стадион: Стадион им. Стрельцова Судья: И. Вертков (Москва) |
| Спартак-2: Поплевченков (Шитов, 46), Тигиев (Генчу, 46), Миронов (Моргунов, 46), Петрунин (Зепатта, 46), Воропаев (Сазонов, 46), Литвинов (Васильев, 46), Лайкин (Пилипенко, 46; Данилин, 79), Денисов (Баду, 46), Игнатов (Оганесян, 46), Кожедуб (Нимели, 46), Тиуб (Руденко, 46). Главный тренер: Роман Михайлович Пилипчук. Торпедо: Ботнарь, Шустиков , Лях (Шоркин, 46), Куфтин (Самсонов, 60), Сундуков (Магаль, 60), Елисеев (Адаев, 60), Максимов (Нетфуллин, 60), Дворецков (Гордюшенко, 60), Орехов (Рязанцев, 60), Кертанов (Берковский, 60), Лебеденко (Сергеев, 60). Главный тренер: Сергей Николаевич Игнашевич. |                    |                                             |                                                                  |                                                            |

| 14 июля 2020 | Спартак-2 (Москва) | 0:0 (0:0)                                  | Динамо-2 (Москва) | Москва                                                       |
| 17:00 MSK |                    | отчёт (Спартак) отчёт (Динамо) обзор матча |                   | Стадион: «Спартак» им. Черенкова Судья: А. Ануфриев (Москва) |
| Спартак-2: Акмурзин (Романьоли, 46), Миронов (Генчу, 61), Детёнышев (Моргунов, 61), Петрунин, Тигиев (Воропаев, 61), Литвинов (Васильев, 61), Лайкин (Данилин, 61), Денисов (Баду, 61), Игнатов (Оганесян, 61), Кожедуб (Руденко, 61), Тиуб (Нимели, 46). Главный тренер: Роман Михайлович Пилипчук. Динамо-2: Сангаре (Яруков, 46), Слепов, Цесь (Караев, 60), Калачёв, Фёдоров (Мазурин, 46), Владимиров, Москвичёв (Несов, 60), Денисов (Лепёхин, 60), Захарян (Лацевич, 60), Галкин, Тюкавин (Мелекесцев, 46). Главный тренер: Александр Николаевич Кульчий. |                    |                                            |                   |                                                              |

| 18 июля 2020 | Спартак-2 (Москва)       | 2:0 (0:0)       | Химик-Арсенал (Новомосковск) | Москва                           |
| 16:00 MSK | Нимели 85′ · Руденко 89′ | отчёт (Спартак) |                              | Стадион: «Спартак» им. Черенкова |
| Спартак-2: Шитов (Поплевченков, 46), Тигиев (Миронов, 69), Детёнышев (Петрунин, 69), игрок на просмотре, Воропаев, Литвинов, Денисов, Игнатов (Данилин, 63), Баду (Нимели, 76), Оганесян (Кожедуб, 76), Тиуб (Руденко, 56). Главный тренер: Роман Михайлович Пилипчук. |                          |                 |                              |                                  |

| 29 июля 2020 | Спартак-2 (Москва)                                                                                    | 5:1 (4:0)               | Сатурн (Раменское) | Тарасовка              |
|              | неизвестно 1′ · неизвестно 4′ (пен.) · неизвестно 31′ (пен.) · неизвестно 43′ (пен.) · неизвестно 87′ | отчёт 1 отчёт 2 отчёт 3 | 52′ (пен.) Корж    | Стадион: УТБ «Спартак» |

| 28 января 2021 | Спартак-2 (Москва) | 1:1 (0:1) | Корона (Кельце) | Манавгат                                                |
| 16:00 MSK | Дьяков 56′         | отчёт     | 32′ Тиакане     | Стадион: «Сиде Стар Спорт Комплекс» Судья: Г. Кирикоглу |
| Спартак-2: А. Шитов (Волков, 46), Миронов (Дьяков, 46), Детёнышев (Ходорченко, 46), Петрунин (Литвинов, 46), Воропаев (игрок на просмотре, 46), Бакалюк (Денисов, 46), Муминов (Сунгатулин, 46), Шильцов (Данилин, 46), игрок на просмотре (Оганесян, 46), Вит. Шитов (Мельников, 46), Голятов (Влад. Шитов, 46). Главный тренер: Роман Михайлович Пилипчук. |                    |           |                 |                                                         |

| 1 февраля 2021 | Спартак-2 (Москва) | 1:0 (1:0) | Академия Пандев (Струмица) | Анталья                              |
| 16:00 MSK | Дьяков 43′ (пен.)  | отчёт     |                            | Стадион: «Топкапи» Судья: Мустафа Ай |
| Спартак-2: Волков (А. Шитов, 46), Ходорченко (Миронов, 64), Дьяков (Детёнышев, 64), игрок на просмотре (Литвинов, 46), Воропаев (Петрунин, 64), Сунгатулин (Лайкин, 64), Денисов (Данилин, 64), Мельников (Бакалюк, 64), Шильцов (игрок на просмотре, 64), Ташаев (Вит. Шитов, 64), Оганесян (Голятов, 64). Главный тренер: Роман Михайлович Пилипчук. |                    |           |                            |                                      |

| 7 февраля 2021 | Спартак-2 (Москва)                         | 3:0 (1:0) | Тараз | Манавгат                                            |
| 17:00 MSK | Миронов 33′ · Шильцов 63′ · Ходорченко 82′ | отчёт     |       | Стадион: «Сиде Стар Спорт Комплекс» Судья: М. Хасар |
| Спартак-2: А. Шитов (Марков, 60), Миронов (Ходорченко, 60), Детёнышев (Дьяков, 60), Петрунин (Литвинов, 60), Воропаев (Бакалюк, 68), Лайкин (Сунгатулин, 60), Муминов (Денисов, 60), Данилин (Шильцов, 60), Ташаев (Оганесян, 60), Вит. Шитов (Мельников, 60), Голятов (Влад. Шитов, 60). Главный тренер: Роман Михайлович Пилипчук. |                                            |           |       |                                                     |

| 11 февраля 2021 | Спартак-2 (Москва) | 0:3 (0:2) | Иртыш (Омск)                              | Манавгат                                              |
| 16:00 MSK |                    | отчёт     | 17′ Кузнецов · 37′ Сычевой · 84′ Магадиев | Стадион: «Сиде Стар Спорт Комплекс» Судья: Р. Караджа |
| Спартак-2: Волков, Бакалюк (Миронов, 62), Дьяков , Литвинов, Воропаев (Петрунин, 62), Сунгатулин (Детёнышев, 62), Денисов (Лайкин, 62), Шильцов (Муминов, 62), Мельников (Вит. Шитов, 62), Оганесян (Ташаев, 62), Влад. Шитов (Голятов, 62). Главный тренер: Роман Михайлович Пилипчук. |                    |           |                                           |                                                       |

| 15 февраля 2021 | Спартак-2 (Москва)          | 2:1 (0:0) | Самгурали (Цхалтубо) | Манавгат                                             |
| 16:30 MSK | Воропаев 56′ · Оганесян 65′ | отчёт     | 63′ Киркитадзе       | Стадион: «Сиде Стар Спорт Комплекс» Судья: А. Каплан |
| Спартак-2: Волков, Воропаев, Миронов, Дьяков , Бакалюк (Петрунин, 15), Сунгатулин, Шильцов (Лайкин, 78), Литвинов, Ташаев (Вит. Шитов, 78), Оганесян, Влад. Шитов (Мельников, 46). Главный тренер: Роман Михайлович Пилипчук. |                             |           |                      |                                                      |

| 19 февраля 2021 | Спартак-2 (Москва) | 1:2 (0:2) | Олимп-Долгопрудный (Долгопрудный) | Манавгат                                              |
| 16:00 MSK | Влад. Шитов 48′    | отчёт     | 19′ Бычков · 35′ Баженов          | Стадион: «Сиде Стар Спорт Комплекс» Судья: Р. Караджа |
| Спартак-2: Волков, (А. Шитов, 46), Миронов, Дьяков (Детёнышев, 85), Литвинов (Муминов, 77), Воропаев, Сунгатулин, Денисов (Петрунин, 55), Шильцов (Голятов, 66), Мельников (Влад. Шитов, 46), Ташаев, Оганесян (Лайкин, 60). Главный тренер: Роман Михайлович Пилипчук. |                    |           |                                   |                                                       |

## Статистика сезона

### Игры и голы
В статистику включены только официальные матчи.
| №.                                                             | Нац.          | Позиция | Игрок               | Всего   | Всего   | Первенство ФНЛ | Первенство ФНЛ |         |         |         |         |         |         |
| №.                                                             | Нац.          | Позиция | Игрок               | Игры    | Голы    | Игры           | Голы           |         |         |         |         |         |         |
| Вратари                                                        | Вратари       | Вратари | Вратари             | Вратари | Вратари | Вратари        | Вратари        | Вратари | Вратари | Вратари | Вратари | Вратари | Вратари |
| -------------------------------------------------------------- | ------------- | ------- | ------------------- | ------- | ------- | -------------- | -------------- | ------- | ------- | ------- | ------- | ------- | ------- |
| 16                                                             | Флаг России   | Вр      | Артём Поплевченков  | 7       | -10     | 7              | -10            |         |         |         |         |         |         |
| 27                                                             | Флаг России   | Вр      | Тимур Акмурзин      | 20      | -38     | 20             | -38            |         |         |         |         |         |         |
| 30                                                             | Флаг Италии   | Вр      | Андреа Романьоли    | 1       | -4      | 1              | -4             |         |         |         |         |         |         |
| 31                                                             | Флаг России   | Вр      | Антон Шитов         | 5       | -11     | 5              | -11            |         |         |         |         |         |         |
| 57                                                             | Флаг России   | Вр      | Александр Селихов   | 10      | -14     | 10             | -14            |         |         |         |         |         |         |
| Защитники                                                      |               |         |                     |         |         |                |                |         |         |         |         |         |         |
| 17                                                             | Флаг России   | Защ     | Георгий Тигиев      | 2       | 0       | 2              | 0              |         |         |         |         |         |         |
| 34                                                             | Флаг России   | Защ     | Никита Ходорченко   | 8       | 0       | 8              | 0              |         |         |         |         |         |         |
| 35                                                             | Флаг России   | Защ     | Леонид Миронов      | 32      | 1       | 32             | 1              |         |         |         |         |         |         |
| 36                                                             | Флаг России   | Защ     | Артём Воропаев      | 39      | 1       | 39             | 1              |         |         |         |         |         |         |
| 38                                                             | Флаг России   | Защ     | Андрей Ещенко       | 1       | 0       | 1              | 0              |         |         |         |         |         |         |
| 56                                                             | Флаг России   | Защ     | Илья Гапонов        | 12      | 0       | 12             | 0              |         |         |         |         |         |         |
| 61                                                             | Флаг России   | Защ     | Илья Голосов        | 8       | 0       | 8              | 0              |         |         |         |         |         |         |
| 63                                                             | Флаг России   | Защ     | Даниил Петрунин     | 32      | 0       | 32             | 0              |         |         |         |         |         |         |
| 94                                                             | Флаг России   | Защ     | Илья Детёнышев      | 7       | 0       | 7              | 0              |         |         |         |         |         |         |
| Полузащитники                                                  |               |         |                     |         |         |                |                |         |         |         |         |         |         |
| 22                                                             | Флаг России   | ПЗ      | Михаил Игнатов      | 30      | 11      | 30             | 11             |         |         |         |         |         |         |
| 53                                                             | Флаг России   | ПЗ      | Ильяс Муминов       | 13      | 0       | 13             | 0              |         |         |         |         |         |         |
| 68                                                             | Флаг России   | ПЗ      | Руслан Литвинов     | 24      | 2       | 24             | 2              |         |         |         |         |         |         |
| 80                                                             | Флаг России   | ПЗ      | Никита Бакалюк      | 27      | 1       | 27             | 1              |         |         |         |         |         |         |
| 71                                                             | Флаг России   | ПЗ      | Степан Мельников    | 14      | 3       | 14             | 3              |         |         |         |         |         |         |
| 74                                                             | Флаг России   | ПЗ      | Дмитрий Маркитесов  | 16      | 2       | 16             | 2              |         |         |         |         |         |         |
| 75                                                             | Флаг России   | ПЗ      | Фаниль Сунгатулин   | 16      | 0       | 16             | 0              |         |         |         |         |         |         |
| 83                                                             | Флаг России   | ПЗ      | Максим Лайкин       | 14      | 0       | 14             | 0              |         |         |         |         |         |         |
| 84                                                             | Флаг России   | ПЗ      | Степан Оганесян     | 32      | 8       | 32             | 8              |         |         |         |         |         |         |
| 88                                                             | Флаг России   | ПЗ      | Александр Ташаев    | 16      | 0       | 16             | 0              |         |         |         |         |         |         |
| 90                                                             | Флаг России   | ПЗ      | Константин Шильцов  | 10      | 0       | 10             | 0              |         |         |         |         |         |         |
| 97                                                             | Флаг России   | ПЗ      | Даниил Денисов      | 34      | 0       | 34             | 0              |         |         |         |         |         |         |
| Нападающие                                                     |               |         |                     |         |         |                |                |         |         |         |         |         |         |
| 13                                                             | Флаг Грузии   | Нап     | Николоз Кутателадзе | 2       | 0       | 2              | 0              |         |         |         |         |         |         |
| 73                                                             | Флаг России   | Нап     | Владислав Шитов     | 22      | 5       | 22             | 5              |         |         |         |         |         |         |
| 76                                                             | Флаг России   | Нап     | Виталий Шитов       | 14      | 1       | 14             | 1              |         |         |         |         |         |         |
| 79                                                             | Флаг России   | Нап     | Аслан Муталиев      | 1       | 0       | 1              | 0              |         |         |         |         |         |         |
| 86                                                             | Флаг России   | Нап     | Тимур Осмоловский   | 6       | 0       | 6              | 0              |         |         |         |         |         |         |
| 89                                                             | Флаг России   | Нап     | Илья Голятов        | 7       | 1       | 7              | 1              |         |         |         |         |         |         |
| 99                                                             | Флаг России   | Нап     | Педро Роша          | 15      | 4       | 15             | 4              |         |         |         |         |         |         |
| Игроки покинувшие команду или ушедшие в аренду по ходу сезона: |               |         |                     |         |         |                |                |         |         |         |         |         |         |
| 21                                                             | Флаг Германии | Защ     | Малкольм Баду       | 16      | 1       | 16             | 1              |         |         |         |         |         |         |
| 42                                                             | Флаг России   | ПЗ      | Владислав Васильев  | 1       | 0       | 1              | 0              |         |         |         |         |         |         |
| 55                                                             | Флаг России   | Защ     | Виталий Дьяков      | 28      | 3       | 28             | 3              |         |         |         |         |         |         |
| 66                                                             | Флаг России   | Нап     | Сильванус Нимели    | 15      | 3       | 15             | 3              |         |         |         |         |         |         |
| 78                                                             | Флаг России   | Защ     | Максим Данилин      | 9       | 0       | 9              | 0              |         |         |         |         |         |         |
| 87                                                             | Флаг России   | Нап     | Святослав Кожедуб   | 17      | 2       | 17             | 2              |         |         |         |         |         |         |
| 92                                                             | Флаг России   | Защ     | Николай Рассказов   | 1       | 0       | 1              | 0              |         |         |         |         |         |         |

### Бомбардиры
Включает в себя все официальные игры. Список отсортирован по итоговому результату.
| Позиция      | Национальность | Номер | Игрок              | Первенство ФНЛ |
| ------------ | -------------- | ----- | ------------------ | -------------- |
| Полузащитник | Россия         | 22    | Михаил Игнатов     | 11             |
| Полузащитник | Россия         | 84    | Степан Оганесян    | 8              |
| Нападающий   | Россия         | 73    | Владислав Шитов    | 5              |
| Нападающий   | Бразилия       | 99    | Педро Роша         | 4              |
| Защитник     | Россия         | 55    | Виталий Дьяков     | 3              |
| Нападающий   | Либерия        | 66    | Сильванус Нимели   | 3              |
| Полузащитник | Россия         | 71    | Степан Мельников   | 3              |
| Полузащитник | Россия         | 68    | Руслан Литвинов    | 2              |
| Полузащитник | Россия         | 74    | Дмитрий Маркитесов | 2              |
| Нападающий   | Россия         | 87    | Святослав Кожедуб  | 2              |
| Защитник     | Германия       | 21    | Малкольм Баду      | 1              |
| Защитник     | Россия         | 35    | Леонид Миронов     | 1              |
| Защитник     | Россия         | 36    | Артём Воропаев     | 1              |
| Нападающий   | Россия         | 76    | Виталий Шитов      | 1              |
| Полузащитник | Россия         | 80    | Никита Бакалюк     | 1              |
| Нападающий   | Россия         | 89    | Илья Голятов       | 1              |
| Всего        | Всего          | Всего | Всего              | 49             |

### Голевые передачи
Включает в себя все официальные игры. Список отсортирован по итоговому результату.
| Позиция      | Национальность | Номер | Игрок              | Первенство ФНЛ |
| ------------ | -------------- | ----- | ------------------ | -------------- |
| Полузащитник | Россия         | 84    | Степан Оганесян    | 9              |
| Полузащитник | Россия         | 22    | Михаил Игнатов     | 5              |
| Полузащитник | Россия         | 71    | Степан Мельников   | 3              |
| Полузащитник | Россия         | 74    | Дмитрий Маркитесов | 3              |
| Защитник     | Германия       | 21    | Малкольм Баду      | 2              |
| Защитник     | Россия         | 36    | Артём Воропаев     | 2              |
| Защитник     | Россия         | 55    | Виталий Дьяков     | 2              |
| Нападающий   | Либерия        | 66    | Сильванус Нимели   | 2              |
| Полузащитник | Россия         | 68    | Руслан Литвинов    | 2              |
| Нападающий   | Бразилия       | 99    | Педро Роша         | 2              |
| Вратарь      | Россия         | 27    | Тимур Акмурзин     | 1              |
| Защитник     | Россия         | 56    | Илья Гапонов       | 1              |
| Защитник     | Россия         | 61    | Илья Голосов       | 1              |
| Защитник     | Россия         | 63    | Даниил Петрунин    | 1              |
| Нападающий   | Россия         | 76    | Виталий Шитов      | 1              |
| Нападающий   | Россия         | 87    | Святослав Кожедуб  | 1              |
| Полузащитник | Россия         | 88    | Александр Ташаев   | 1              |
| Нападающий   | Россия         | 89    | Илья Голятов       | 1              |
| Полузащитник | Россия         | 97    | Даниил Денисов     | 1              |
| Всего        | Всего          | Всего | Всего              | 41             |

### «Сухие» матчи
Включает в себя все официальные игры. Список отсортирован по итоговому результату.
| Позиция | Национальность | Номер | Игрок              | Первенство ФНЛ |
| ------- | -------------- | ----- | ------------------ | -------------- |
| Вратарь | Россия         | 27    | Тимур Акмурзин     | 7              |
| Вратарь | Россия         | 16    | Артём Поплевченков | 1              |
| Вратарь | Россия         | 31    | Антон Шитов        | 1              |
| Вратарь | Россия         | 57    | Александр Селихов  | 1              |
| Вратарь | Италия         | 30    | Андреа Романьоли   | 0              |
| Всего   | Всего          | Всего | Всего              | 10             |

### Пенальти
В статистику включены только официальные матчи.
| Позиция      | Национальность | Номер | Игрок            | Дата             | Соревнование | Соперник    | Статус                  |
| ------------ | -------------- | ----- | ---------------- | ---------------- | ------------ | ----------- | ----------------------- |
| Нападающий   | Либерия        | 66    | Сильванус Нимели | 12 августа 2020  | 3-й тур ФНЛ  | Томь        | Реализован              |
| Защитник     | Россия         | 55    | Виталий Дьяков   | 27 августа 2020  | 6-й тур ФНЛ  | Краснодар-2 | Реализован              |
| Защитник     | Россия         | 55    | Виталий Дьяков   | 23 сентября 2020 | 11-й тур ФНЛ | Алания      | Реализован              |
| Защитник     | Россия         | 55    | Виталий Дьяков   | 28 октября 2020  | 18-й тур ФНЛ | Енисей      | Реализован              |
| Нападающий   | Бразилия       | 99    | Педро Роша       | 3 апреля 2021    | 34-й тур ФНЛ | Чайка       | Не реализован (вратарь) |
| Полузащитник | Россия         | 22    | Михаил Игнатов   | 3 апреля 2021    | 36-й тур ФНЛ | Оренбург    | Не реализован (вратарь) |
| Нападающий   | Бразилия       | 99    | Педро Роша       | 15 мая 2021      | 42-й тур ФНЛ | Чертаново   | Реализован              |

### Общая статистика
В данной таблице не учитываются результаты товарищеских матчей.
| Сыграно матчей                        | 42                                                            |
| Победы                                | 14                                                            |
| Ничьи                                 | 7                                                             |
| Поражения                             | 21                                                            |
| Забито мячей                          | 53 (1,26 за игру)                                             |
| Пропущено мячей                       | 77 (1,83 за игру)                                             |
| Разница мячей                         | -24                                                           |
| Матчей на ноль                        | 10                                                            |
| Жёлтых карточек                       | 82 (1,95 за игру)                                             |
| Удаления                              | 10 (0,24 за игру)                                             |
| Худшая дисциплина                     | Михаил Игнатов: — 9; — 0; — 0                                 |
| Лучший счёт                           | 5:0 (В) против «Иртыша» — ФНЛ, 5-й тур, 22 августа 2020       |
| Худший счёт                           | 0:7 (В) против «Краснодара-2» — ФНЛ, 26-й тур, 5 декабря 2020 |
| Наибольшее число матчей без поражений | 5 (ФНЛ — 1-5 туры)                                            |
| Наибольшее число поражений            | 4 (ФНЛ — 14-17 туры)                                          |
| Лучший бомбардир                      | Михаил Игнатов (11 мячей)                                     |
| Лучший ассистент                      | Степан Оганесян (9 передач)                                   |
| Гол + Пас                             | Степан Оганесян (8+9)                                         |
| Наибольшее число матчей               | Артём Воропаев (39 матчей)                                    |

## Соревнования
| Соревнование   | Первый матч         | Последний матч   | Раунд-начало | Итог выступления | Статистика выступлений | Статистика выступлений | Статистика выступлений | Статистика выступлений | Статистика выступлений | Статистика выступлений | Статистика выступлений | Статистика выступлений | Ссылка |
| Соревнование   | Первый матч         | Последний матч   | Раунд-начало | Итог выступления | И                      | В                      | Н                      | П                      | ГЗ                     | ГП                     | РМ                     | В%                     | Ссылка |
| -------------- | ------------------- | ---------------- | ------------ | ---------------- | ---------------------- | ---------------------- | ---------------------- | ---------------------- | ---------------------- | ---------------------- | ---------------------- | ---------------------- | ------ |
| Первенство ФНЛ | 1 августа 2020 года | 15 мая 2021 года | 1-й тур      | 14-е место       | 42                     | 14                     | 7                      | 21                     | 53                     | 77                     | −24                    | 033,33                 | [ 43 ] |

## Первенство ФНЛ

### Турнирная таблица
| Поз | Команда     | И  | В  | Н  | П  | МЗ | МП | РМ  | О  | Квалификация или выбывание                                        |
| --- | ----------- | -- | -- | -- | -- | -- | -- | --- | -- | ----------------------------------------------------------------- |
| 12  | Чайка       | 42 | 15 | 11 | 16 | 44 | 53 | −9  | 56 | Вылет во Второй дивизион 2021/22 за организацию договорных матчей |
| 13  | Волгарь     | 42 | 14 | 12 | 16 | 47 | 45 | +2  | 54 |                                                                   |
| 14  | Спартак-2   | 42 | 14 | 7  | 21 | 53 | 77 | −24 | 49 |                                                                   |
| 15  | Текстильщик | 42 | 12 | 11 | 19 | 32 | 51 | −19 | 47 |                                                                   |
| 16  | Краснодар-2 | 42 | 11 | 12 | 19 | 46 | 68 | −22 | 45 |                                                                   |

В случае равенства очков, набранных в Первенстве, у двух команд, места между ними в турнирной таблице определяются в следующей последовательности:
− по результатам игр между собой, если такие игры были сыграны (число очков; число побед; разность забитых и пропущенных мячей; число забитых мячей; число мячей, забитых на чужом поле);
− по наибольшему числу побед во всех матчах.
В случае равенства очков, набранных в Первенстве, у двух и более команд, места между ними в турнирной таблице определяются в следующей последовательности:
− по наибольшему числу побед во всех матчах;
− по результатам игр между собой, если такие игры были сыграны (число очков; число побед; разность забитых и пропущенных мячей; число забитых мячей; число мячей, забитых на чужом поле).
Вышеуказанные критерии последовательно применяются для сравнения показателей команд, оставшихся после процедуры сравнения изначального количества сравнивающихся команд (для случаев сравнения показателей у более чем двух команд). В случае равенства производится дальнейшее сравнение:
− по лучшей разности забитых и пропущенных мячей во всех матчах;
− по наибольшему числу забитых мячей во всех матчах;
− по наибольшему числу мячей, забитых на чужих полях во всех матчах;
− жребий.
При абсолютном равенстве всех указанных показателей, кроме жребия, победитель Первенства между командами, занявшими 1-е и 2-е места, определяется в дополнительном матче.

1. ↑  Клуб не имеет права на выход в РПЛ, так как является фарм-клубом московского «Спартака»
2. ↑  Клуб не имеет права на выход в РПЛ, так как является фарм-клубом «Краснодара»

### Статистика выступлений
| Итого | Итого | Итого | Итого | Итого | Итого | Итого | Итого | Дома | Дома | Дома | Дома | Дома | Дома | На выезде | На выезде | На выезде | На выезде | На выезде | На выезде |
| И     | О     | В     | Н     | П     | МЗ    | МП    | РМ    | В    | Н    | П    | МЗ   | МП   | РМ   | В         | Н         | П         | МЗ        | МП        | РМ        |
| ----- | ----- | ----- | ----- | ----- | ----- | ----- | ----- | ---- | ---- | ---- | ---- | ---- | ---- | --------- | --------- | --------- | --------- | --------- | --------- |
| 42    | 49    | 14    | 7     | 21    | 53    | 77    | −24   | 6    | 5    | 10   | 27   | 37   | −10  | 8         | 2         | 11        | 26        | 40        | −14       |

### Результаты по турам
| Тур   | 01 | 02 | 03 | 04 | 05 | 06 | 07 | 08 | 09 | 10 | 11 | 12 | 13 | 14 | 15 | 16 | 17 | 18 | 19 | 20 | 21 | 22 | 23 | 24 | 25 | 26 | 27 | 28 | 29 | 30 | 31 | 32 | 33 | 34 | 35 | 36 | 37 | 38 | 39 | 40 | 41 | 42 |
| ----- | -- | -- | -- | -- | -- | -- | -- | -- | -- | -- | -- | -- | -- | -- | -- | -- | -- | -- | -- | -- | -- | -- | -- | -- | -- | -- | -- | -- | -- | -- | -- | -- | -- | -- | -- | -- | -- | -- | -- | -- | -- | -- |
| Поле  | В  | Д  | В  | Д  | В  | Д  | В  | Д  | В  | Д  | В  | Д  | В  | Д  | В  | Д  | В  | Д  | В  | Д  | В  | В  | Д  | В  | Д  | В  | Д  | В  | Д  | В  | Д  | В  | Д  | В  | Д  | В  | Д  | В  | Д  | В  | Д  | Д  |
| Итог  | В  | Н  | В  | В  | В  | П  | В  | П  | В  | В  | П  | В  | В  | П  | П  | П  | П  | Н  | Н  | П  | В  | П  | П  | Н  | П  | П  | Н  | П  | П  | П  | Н  | П  | Н  | В  | П  | П  | В  | П  | П  | П  | В  | В  |
| Место | 4  | 6  | 4  | 3  | 1  | 3  | 2  | 4  | 2  | 2  | 3  | 2  | 2  | 4  | 4  | 5  | 7  | 9  | 9  | 10 | 8  | 9  | 11 | 11 | 12 | 12 | 13 | 13 | 15 | 15 | 15 | 15 | 15 | 15 | 15 | 16 | 15 | 15 | 15 | 15 | 15 | 14 |

Последнее обновление: 15 мая 2021.
Источник: Футбольная Национальная Лига

Поле: Д = дома; В = на выезде. Итог: Н = ничья; П = команда проиграла; В = команда выиграла; О = матч отложен.

### Матчи
| 1 августа 2020 1 тур | Чертаново (Москва) | 1:2 (0:0)                                             | Спартак-2 (Москва) | Москва                                                                             |
| 15:00 MSK | Завезён 64′        | отчёт (ФНЛ) отчёт (Спартак) обзор матча матч в записи | 51′, 78′ Игнатов   | Стадион: Спортивный городок «Лужники» Зрителей: 800 Судья: А. Анопа (Благовещенск) |
| Чертаново: Абаев, Кондаков, Бартасевич, Редькович , Никитенков, Герчиков, Сулейманов (Першин, 81), Тюменцев, Молчанов (Пиняев, 64), Канищев (Конев, 77), Завезён (Надольский, 74). Запасные: Яворский, Радионов, Ляхов, Гудков, Молодняков, Савельев. Главный тренер: Денис Владимирович Первушин. Спартак-2: А. Шитов, Воропаев, Дьяков , Петрунин, Тигиев, Литвинов, Денисов, Игнатов, Кожедуб (Миронов, 75), Огенесян, Нимели (Кутателадзе, 85). Запасные: Марков, Романьоли, Моргунов, Данилин, Васильев, Баду, Вит, В. Шитов. Главный тренер: Роман Михайлович Пилипчук. |                    |                                                       |                    |                                                                                    |

| 8 августа 2020 2 тур | Спартак-2 (Москва) | 1:1 (1:1)                                             | Торпедо (Москва) | Москва                                                                      |
| 15:00 MSK | Нимели 44′         | отчёт (ФНЛ) отчёт (Спартак) обзор матча матч в записи | 32′ Гордюшенко   | Стадион: «Спартак» им. Черенкова Зрителей: 482 Судья: П. Шадыханов (Москва) |
| Спартак-2: Поплевченков, Тигиев (Баду, 90+1), Дьяков , Петрунин, Воропаев, Литвинов, Денисов (Кожедуб, 66), Бакалюк, Игнатов (Васильев, 77), Оганесян, Нимели (Миронов, 81). Запасные: А. Шитов, Романьоли, Моргунов, Данилин, Вит. Шитов, Кутателадзе. Главный тренер: Роман Михайлович Пилипчук. Торпедо: Ботнарь, Магаль, Евдокимов (Шоркин, 46), Лях (Шустиков, 46), Самсонов , Адаев (Рязанцев, 80), Берковский, Нетфуллин, Гордюшенко (Дворецков, 84), Лебеденко (Кертанов, 58), Сергеев. Запасные: Конюхов, Прошкин, Елисеев. Главный тренер: Сергей Николаевич Игнашевич. |                    |                                                       |                  |                                                                             |

| 12 августа 2020 3 тур | Томь (Томск) | 1:2 (1:1)                                             | Спартак-2 (Москва)                             | Томск                                                            |
| 14:30 MSK | Визнович 12′ | отчёт (ФНЛ) отчёт (Спартак) обзор матча матч в записи | 17′ (авт.) Талалай · 60' Нимели · 64′ Оганесян | Стадион: «Труд» Зрителей: Без зрителей Судья: А. Чистяков (Азов) |
| Томь: Арапов, Зуев, Синяк, Иванов, Белов, Киреенко (Ахъядов, 70), Талалай (Каменщиков, 84), Казанков, Шалаев (Буранов, 46), Долгов (Текучёв, 72), Визнович. Запасные: Вавилин, Зубчихин, Бугриев, Каленкович, Андреев. Главный тренер: Василий Владимирович Баскаков. Спартак-2: Акмурзин, Литвинов, Воропаев, Баду (Кожедуб, 88), Петрунин, Миронов, Дьяков , Оганесян, Бакалюк, Игнатов (Денисов, 79), Нимели. Запасные: А. Шитов, Лайкин, Детёнышев, Данилин. Главный тренер: Роман Михайлович Пилипчук. |              |                                                       |                                                |                                                                  |

| 16 августа 2020 4 тур | Спартак-2 (Москва) | 1:0 (0:0)                                             | Акрон (Тольятти) | Москва                                                                     |
| 16:00 MSK | Оганесян 48′       | отчёт (ФНЛ) отчёт (Спартак) обзор матча матч в записи |                  | Стадион: «Спартак» им. Черенкова Зрителей: 410 Судья: С. Куликов (Саранск) |
| Спартак-2: Акмурзин, Литвинов, Воропаев, Баду, Петрунин, Миронов, Дьяков , Игнатов (Данилин, 74), Оганесян (Кутателадзе, 88), Бакалюк, Маркитесов (Кожедуб, 57). Запасные: А. Шитов, Романьоли, Моргунов, Детёнышев, Лайкин, Денисов, Вит. Шитов. Главный тренер: Роман Михайлович Пилипчук. Акрон: Волков, Магадиев (Горбунов, 60), Верхунов, Елеев (Киряков, 61), Садыков, Дудиков (Титов, 74), Газданов, Чудин, Яцкий (Малаховский, 65), Иванников (Герюгов, 35), Вахтеев. Запасные: Гойло, Колесников, Рыжков, Друковский, Шалоников, Потапов, Босов. Главный тренер: Дмитрий Владимирович Емельянов. |                    |                                                       |                  |                                                                            |

| 22 августа 2020 5 тур | Иртыш (Омск)   | 0:5 (0:1)                                             | Спартак-2 (Москва)                                         | Домодедово                                                             |
| 17:00 MSK | Шакуро 21' 41' | отчёт (ФНЛ) отчёт (Спартак) обзор матча матч в записи | 18′ Баду · 57′ Оганесян · 59′ Игнатов · 74′, 80′ Вл. Шитов | Стадион: «Авангард» Зрителей: Без зрителей Судья: Е. Буланов (Саранск) |
| Иртыш: Авдюшкин, Шакуро, Масловский , Рукас, Крикуненко, Кузнецов (Киселёв, 33), Стеклов (Дергачёв, 46), Кротов, Подоксёнов, Донсков (Тарабанов, 64), Гордиенко (Морозов, 46). Запасные: Ерёменко, Кербс, Зубавленко, Бурюкин, Шлеермахер, Третьяков. Главный тренер: Владимир Михайлович Арайс. Спартак-2: Поплевченков, Литвинов (Денисов, 72), Воропаев, Баду, Петрунин (Детёнышев, 81), Миронов, Дьяков , Игнатов (Данилин, 72), Оганесян, Бакалюк (Лайкин, 78), Кожедуб (Вл. Шитов, 60). Запасные: А. Шитов, Романьоли, Генчу, Муминов, Вит. Шитов, Осмоловский. Главный тренер: Роман Михайлович Пилипчук. |                |                                                       |                                                            |                                                                        |

| 27 августа 2020 6 тур | Спартак-2 (Москва)           | 1:2 (0:0)                                             | Краснодар-2                                  | Москва                                                                              |
| 15:00 MSK | Дьяков 69′ (пен.), 83' 90+2' | отчёт (ФНЛ) отчёт (Спартак) обзор матча матч в записи | 18' 26' Григорян · 58′ Сергеев · 80′ Сперцян | Стадион: «Спартак» им. Черенкова Зрителей: 250 Судья: И. Сиденков (Санкт-Петербург) |
| Спартак-2: Поплевченков, Миронов, Дьяков , Петрунин (Осмоловский, 84), Голосов (Кожедуб, 46), Денисов, Бакалюк (Влад. Шитов, 46), Р. Литвинов, Игнатов (Данилин, 63), Оганесян, Маркитесов (Баду, 46).. Запасные: А. Шитов, Романьоли, Детёнышев, Воропаев, Лайкин, Муминов, Вит. Шитов. Главный тренер: Роман Михайлович Пилипчук. Краснодар-2: Агкацев, Ивашин, Мартынов, Стежко, В. Литвинов, Григорян, Сперцян (Байрамян, 86), Якимов, Сергеев (Пелих, 58), Воротников (Сабуа, 56), Рзаев (Апеков, 68). Запасной: Кокарев. Главный тренер: Артём Анатольевич Куликов. |                              |                                                       |                                              |                                                                                     |

| отменён 7 тур | Динамо (Брянск) | 0:3 (т.п.)  | Спартак-2 (Москва) | Брянск                                        |
|               |                 | отчёт (ФНЛ) |                    | Стадион: «Динамо» Судья: О. Соколов (Воронеж) |

| 9 сентября 2020 8 тур | Спартак-2 (Москва) | 0:2 (0:1)                                             | Балтика (Калининград)   | Москва                                                                              |
| 16:00 MSK |                    | отчёт (ФНЛ) отчёт (Спартак) обзор матча матч в записи | 26′ Альшин · 26′ Казаев | Стадион: «Спартак» им. Черенкова Зрителей: 220 Судья: Д. Стрельцов (Ростов-на-Дону) |
| Спартак-2: Акмурзин, Миронов, Дьяков , Гапонов (Воропаев, 68), Голосов (Осмоловский, 68) Денисов, Бакалюк (Муминов, 78), Игнатов, Маркитесов (Литвинов, 68), Кожедуб, Оганесян. Запасные: А. Шитов, Романьоли, Детёнышев, Петрунин, Лайкин, Данилин, Влад. Шитов. Главный тренер: Роман Михайлович Пилипчук. Балтика: Латышонок, Тишкин , Маклаков, Мещанинов, Альшин (Чочиев, 68), Кузьмин (Мусаев, 59), Казаев, Кашчелан, Демьянов (Шаваев, 68), Дудиев (Наилсон, 88), Аллеф (Маркин, 70). Запасные: Бориско, Бутаков, Жиронкин. Главный тренер: Евгений Игоревич Калешин. |                    |                                                       |                         |                                                                                     |

| 13 сентября 2020 9 тур | Нефтехимик (Нижнекамск) | 0:1 (0:0)                                             | Спартак-2 (Москва) | Нижнекамск                                                        |
| 18:00 MSK |                         | отчёт (ФНЛ) отчёт (Спартак) обзор матча матч в записи | 71′ Миронов        | Стадион: «Нефтехимик» Зрителей: 996 Судья: Ю. Кошко (Белореченск) |
| Нефтехимик: Голубев, Лелюкаев (Семёнов, 74), Канаев , Потапов, Ширяев, Уридия, Ситдиков, Клёнкин, Хубаев (Котик, 72), Галиулин (Осипов, 84), Шадрин (Юшин, 76). Запасные: Исупов, Агапов, Микушин, Кайков, Яковлев, Шарифуллин, Кубышкин. Главный тренер: Юрий Анварович Уткульбаев. Спартак-2: Акмурзин, Миронов, Дьяков , Петрунин, Воропаев, Денисов, Литвинов, Муминов (Бакалюк, 68), Игнатов, Кожедуб, Оганесян. Запасные: А. Шитов, Детёнышев, Лайкин, Данилин, Влад. Шитов. Главный тренер: Роман Михайлович Пилипчук. |                         |                                                       |                    |                                                                   |

| 19 сентября 2020 10 тур | Спартак-2 (Москва)        | 2:1 (1:0)                                             | Велес (Москва) | Москва                                                                                |
| 15:00 MSK | Кожедуб 4′ · Оганесян 55′ | отчёт (ФНЛ) отчёт (Спартак) обзор матча матч в записи | 90+3′ Кирсанов | Стадион: «Спартак» им. Черенкова Зрителей: 340 Судья: Я. Бобровский (Санкт-Петербург) |
| Спартак-2: Поплевченков, Воропаев, Дьяков , Петрунин, Миронов (Баду, 20), Денисов, Литвинов, Муминов (Бакалюк, 57), Игнатов (Влад. Шитов, 81), Кожедуб (Нимели, 73), Оганесян. Запасные: А. Шитов, Романьоли, Детёнышев, Лайкин, Данилин, Осмоловский. Главный тренер: Олег Анатольевич Саматов. Велес: Городовой, Кахидзе, Котов (Вакулич, 64), Малания , Ботака-Иобома, Климов (Алиев, 59), Максименко (Стефанович, 77), Родионов, Осипов, Поляков (Кирсанов, 38), Баев (Гаракоев, 72). Запасные: Косаревский, Михайлов, Макаров, Фищенко. Главный тренер: Алексей Борисович Стукалов. |                           |                                                       |                |                                                                                       |

| 23 сентября 2020 11 тур | Алания (Владикавказ)        | 2:1 (1:0)                                             | Спартак-2 (Москва) | Владикавказ                                                    |
| 19:00 MSK | Магомедов 37′ · Гурциев 58′ | отчёт (ФНЛ) отчёт (Спартак) обзор матча матч в записи | 71′ (пен.) Дьяков  | Стадион: «Спартак» Зрителей: 1 760 Судья: О. Соколов (Воронеж) |
| Алания: Солдатенко, Бугаев, Кочиев, Кокоев (Хугаев, 73), Засеев , Шавлохов, Магомедов (Хадарцев, 61), Хосонов (Цараев, 86), Хабалов (Качмазов, 68), Машуков, Суанов (Гурциев, 52). Запасные: Натабашвили, Зураев, Царикаев, Кобесов, Крамаренко, Хубулов. Главный тренер: Спартак Артурович Гогниев. Спартак-2: Поплевченков, Воропаев (Осмоловский, 82), Петрунин, Дьяков , Рассказов, Денисов, Бакалюк (Лайкин, 68), Данилин (Муминов, 46), Игнатов, Баду (Кожедуб, 68), Оганесян. Запасные: А. Шитов, Детёнышев. Главный тренер: Роман Михайлович Пилипчук. |                             |                                                       |                    |                                                                |

| 27 сентября 2020 12 тур | Спартак-2 (Москва) | 1:0 (0:0)                                             | СКА-Хабаровск | Москва                                                                          |
| 14:00 MSK | Нимели 89′         | отчёт (ФНЛ) отчёт (Спартак) обзор матча матч в записи |               | Стадион: «Спартак» им. Черенкова Зрителей: 275 Судья: А. Фёдоров (Петрозаводск) |
| Спартак-2: Акмурзин, Баду, Дьяков , Петрунин, Воропаев, Денисов, Лайкин (Нимели, 46), Муминов (Бакалюк, 46), Игнатов, Кожедуб, Оганесян. Запасные: А. Шитов, Романьоли, Детёнышев, Осмоловский. Главный тренер: Роман Михайлович Пилипчук. СКА-Хабаровск: Обухов, Труфанов, Суслов , Мануйлов, Грачёв, Гаджимурадов, Малеев, Горулёв (Оанча, 76), Кенесов (Иванков, 68), Брагин (Базелюк, 59), Барков. Запасные: Кырнац, Сугробов, Илик, Большаков, Батютин. Главный тренер: Алексей Николаевич Поддубский. |                    |                                                       |               |                                                                                 |

| 4 октября 2020 13 тур | Текстильщик (Иваново) | 0:2 (0:1)                                             | Спартак-2 (Москва) | Москва                                                                      |
| 15:00 MSK |                       | отчёт (ФНЛ) отчёт (Спартак) обзор матча матч в записи | 5′, 48′ Маркитесов | Стадион: «Спартак» им. Черенкова Зрителей: 150 Судья: Р. Галимов (Улан-Удэ) |
| Текстильщик: Киселёв, Фомин , Губочкин, Обивалин (Шлёнкин, 80), Агеев (Сидоров, 46), Мухаметзянов (Маричев, 29), Горюшкин, Романенко (Солодков, 36), Батов, Аппаев, Бачинский (Мосейчук, 80). Запасные: Смирнов, Макушкин. Главный тренер: Сергей Александрович Павлов. Спартак-2: Акмурзин, Воропаев, Петрунин, Дьяков , Гапонов, Баду, Литвинов (Лайкин, 83), Денисов (Муминов, 46), Игнатов (Нимели, 77), Маркитесов (Кожедуб, 89), Оганесян (Голосов, 61). Запасные: Романьоли, Детёнышев, Данилин, Вит. Шитов, Осмоловский. Главный тренер: Роман Михайлович Пилипчук. |                       |                                                       |                    |                                                                             |

| 9 октября 2020 14 тур | Спартак-2 (Москва)               | 1:2 (0:1)                                             | Чайка (Песчанокопское)                    | Москва                                                                             |
| 16:00 MSK | Игнатов 50' 76' · Вит. Шитов 79′ | отчёт (ФНЛ) отчёт (Спартак) обзор матча матч в записи | 41′ Чочиев · 58' 76' Карташов · 64′ Кулик | Стадион: «Спартак» им. Черенкова Зрителей: 140 Судья: А. Любимов (Санкт-Петербург) |
| Спартак-2: А. Шитов, Воропаев (Осмоловский, 80), Петрунин (Нимели, 23), Дьяков , Гапонов, Баду, Литвинов, Муминов (Данилин, 68), Игнатов, Маркитесов (Голосов, 54), Оганесян (Вит. Шитов, 68). Запасные: Романьоли, Детёнышев, Лайкин. Главный тренер: Роман Михайлович Пилипчук. Чайка: Филиппов, Гогличидзе, Гаджибеков, Хайруллов, Ужгин, Глушков (Пискунов, 72), Карташов , Володкин (Савичев, 68), Леонтьев, Чочиев (Кулик, 59, Васильев, 90+1), Алейников. Запасные: Ярусов, Тумасян, Гарновский. Главный тренер: Магомед Мусаевич Адиев. |                                  |                                                       |                                           |                                                                                    |

| 13 октября 2020 15 тур | Крылья Советов (Самара)              | 2:1 (1:0)                                             | Спартак-2 (Москва) | Самара                                                                 |
| 18:00 MSK | Зиньковский 37′ (пен.) · Сергеев 79′ | отчёт (ФНЛ) отчёт (Спартак) обзор матча матч в записи | 52′ Литвинов       | Стадион: «Самара Арена» Зрителей: 3 829 Судья: А. Жабченко (Краснодар) |
| Крылья Советов: Фролов, Горшков (Тюрин, 90), Чернов, Божин, Полуяхтов, Гацкан , Ежов (Солдатенков, 88), Якуба (Комбаров, 77), Зиньковский (Витюгов, 84), Цыпченко (Кабутов, 71), Сергеев. Запасные: Овсянников, Сарвели. Главный тренер: Игорь Витальевич Осинькин. Спартак-2: Селихов, Голосов (Миронов, 73), Петрунин (Лайкин, 85), Дьяков , Гапонов, Воропаев, Литвинов, Маркитесов (Муминов, 73), Баду (Вит. Шитов, 87), Оганесян, Нимели (Осмоловский, 78). Запасные: А. Шитов, Детёнышев. Главный тренер: Роман Михайлович Пилипчук. |                                      |                                                       |                    |                                                                        |

| 17 октября 2020 16 тур | Спартак-2 (Москва) | 0:3 (0:1)                                             | Оренбург                      | Москва                                                                   |
| 14:00 MSK |                    | отчёт (ФНЛ) отчёт (Спартак) обзор матча матч в записи | 5′, 75′ Гойкович · 81′ Юсупов | Стадион: «Спартак» им. Черенкова Зрителей: 232 Судья: А. Чистяков (Азов) |
| Спартак-2: Поплевченков, Миронов, Ходорченко (Вит. Шитов, 83), Петрунин, Воропаев, Дьяков , Баду (Кожедуб, 73), Денисов, Игнатов, Литвинов (Лайкин, 80), Нимели. Запасные: А. Шитов, Романьоли, Детёнышев, Муминов, Осмоловский, Влад. Шитов. Главный тренер: Роман Михайлович Пилипчук. Оренбург: Кеняйкин, Аюпов, Прудников (Хорошков, 90), Козлов (Юсупов, 76), Чуканов, Гойкович, Эктов, Бреев (Палиенко, 10), Мамин, Капленко , Скворцов (Лопарёв, 84). Запасной: Гошев. Главный тренер: Марцел Личка. |                    |                                                       |                               |                                                                          |

| 24 октября 2020 17 тур | Волгарь (Астрахань)               | 2:0 (0:0)                                             | Спартак-2 (Москва) | Астрахань                                                    |
| 16:00 MSK | Погосов 60′ · Воробьёв 80′ (пен.) | отчёт (ФНЛ) отчёт (Спартак) обзор матча матч в записи |                    | Стадион: «Центральный» Зрителей: 935 Судья: А. Амелин (Тула) |
| Волгарь: Саганович, Козлов, Бердников, Ведерников (Лобкарёв, 46), Локтионов , Журавлёв, Мендель, Павлишин (Полубояринов, 58), Погосов (Емельянов, 68), Белоус (Болонин, 66), Воробьёв (Гасилин, 84). Запасные: Антипин, Хомуха, Корнюшин, Бутенко, Пугачёв. Главный тренер: Виталий Николаевич Панов. Спартак-2: Акмурзин, Воропаев, Петрунин, Дьяков , Миронов (Вит. Шитов, 85), Ходорченко, Денисов, Лайкин (Бакалюк, 38), Муминов, Ташаев (Данилин, 81), Осмоловский (Влад. Шитов, 66). Запасные: А. Шитов, Детёнышев, Кожедуб. Главный тренер: Олег Анатольевич Саматов. |                                   |                                                       |                    |                                                              |

| 28 октября 2020 18 тур | Спартак-2 (Москва)                  | 1:1 (1:1)                                             | Енисей (Красноярск) | Москва                                                                           |
| 15:00 MSK | Дьяков 16′ (пен.) · Кожедуб 34' 35' | отчёт (ФНЛ) отчёт (Спартак) обзор матча матч в записи | 19′ Марков          | Стадион: «Спартак» им. Черенкова Зрителей: 210 Судья: Л. Верулидзе (Владикавказ) |
| Спартак-2: Поплевченков, Воропаев, Петрунин, Дьяков , Ходорченко, Миронов, Денисов, Муминов, Данилин (Вит. Шитов, 56), Влад. Шитов (Ташаев, 90), Кожедуб. Запасные: Романьоли, А. Шитов, Детёнышев, Левченков, Осмоловский. Главный тренер: Олег Анатольевич Саматов. Енисей: Ребров, Марков, Цховребов, Сухомлинов, Рукас, Зотов (Ганус, 90), Песиков (Абрамов, 60), Глушков, Ланин (Самойлов, 80), Лескано (Дворников, 67), Саная (Раздорских, 45+2). Запасные: Опарин, Гарбуз, Ломакин. Главный тренер: Александр Михайлович Алфёров. |                                     |                                                       |                     |                                                                                  |

| 1 ноября 2020 19 тур | Факел (Воронеж)  | 1:1 (0:1)                                             | Спартак-2 (Москва)                                | Воронеж                                                                               |
| 17:00 MSK | Пейчинович 90+4′ | отчёт (ФНЛ) отчёт (Спартак) обзор матча матч в записи | 5′ Влад. Шитов · 54' 55' Игнатов · 84' 90' Ташаев | Стадион: «Центральный стадион профсоюзов» Зрителей: 1 642 Судья: С. Куликов (Саранск) |
| Факел: Саутин , Брызгалов, Пейчинович, Соловьёв (Почивалин, 46), Никитин (Мазуров, 76), Мастерной, Акбашев, Замалиев, Дроздов (Максимов, 65), Дмитриев, Разборов (Зайцев, 78). Запасные: Кортнев, Смирнов, Петрусев, Калугин, Седов, Шепилов, Земсков. Главный тренер: Олег Петрович Василенко. Спартак-2: Селихов, Ходорченко, Дьяков , Петрунин, Воропаев, Миронов, Денисов, Литвинов, Маркитесов (Бакалюк, 90+4), Игнатов, Влад. Шитов (Ташаев, 70). Запасные: Романьоли, Детёнышев, Муминов, Данилин, Вит. Шитов. Главный тренер: Олег Анатольевич Саматов. |                  |                                                       |                                                   |                                                                                       |

| 7 ноября 2020 20 тур | Спартак-2 (Москва) | 0:4 (0:1)                                             | Нижний Новгород                                           | Москва                                                                       |
| 14:00 MSK |                    | отчёт (ФНЛ) отчёт (Спартак) обзор матча матч в записи | 14′ Калинский · 72′ Сулейманов · 75′ Горбунов · 87′ Гоцук | Стадион: «Спартак» им. Черенкова Зрителей: 197 Судья: Ю. Кошко (Белореченск) |
| Спартак-2: Романьоли, Ходорченко, Дьяков , Петрунин, Воропаев (Миронов, 46), Денисов, Бакалюк, Данилин (Нимели, 69), Кожедуб (Лайкин, 80), Вит. Шитов, Влад. Шитов. Запасные: Марков, Детёнышев, Муминов, Баду. Главный тренер: Роман Михайлович Пилипчук. Нижний Новгород: Анисимов, Гоцук, Темников, Каккоев, Маляров, Калинский (Горбунов, 69), Сапета , Шарипов (Гащенков, 71), Султонов (Осинов, 77), Попов (Ставпец, 56), Сулейманов (Галаджан, 85). Запасные: Смирнов, Сысуев, Эдиев. Главный тренер: Роберт Геннадьевич Евдокимов. |                    |                                                       |                                                           |                                                                              |

| 11 ноября 2020 21 тур | Шинник (Ярославль) | 1:2 (1:1)                                             | Спартак-2 (Москва)            | Ярославль                                                               |
| 18:30 MSK | Самодин 36′        | отчёт (ФНЛ) отчёт (Спартак) обзор матча матч в записи | 12′ Бакалюк · 83′ Влад. Шитов | Стадион: «Шинник» Зрителей: Без зрителей Судья: А. Анопа (Благовещенск) |
| Шинник: Зириков, Покидышев, Кутин, Евсеев, Маляров, Щадин, Самсонов (Наседкин, 86), Носов (Бетюжнов, 66), Самойлов (Гонгапшев, 75), Самодин (Пухов, 80), Низамутдинов . Запасные: Матюша, Яшин, Поляков, Стешин, Стрелов, Масленников, Дорофеев, Мацхарашвили. Главный тренер: Юрий Фарзунович Газзаев. Спартак-2: Селихов , Ходорченко, Гапонов, Петрунин, Воропаев (Миронов, 86), Денисов, Бакалюк, Ташаев, Маркитесов (Нимели, 57), Оганесян, Влад. Шитов. Запасные: Романьоли, Детёнышев, Лайкин, Данилин, Муминов, Шильцов, Баду, Кожедуб. Главный тренер: Роман Михайлович Пилипчук. |                    |                                                       |                               |                                                                         |

| 15 ноября 2020 22 тур | Торпедо (Москва) | 1:0 (1:0)                                             | Спартак-2 (Москва) | Москва                                                                             |
| 17:00 MSK | Рязанцев 33′     | отчёт (ФНЛ) отчёт (Спартак) обзор матча матч в записи |                    | Стадион: Спортивный городок «Лужники» Зрителей: 350 Судья: В. Сельдяков (Балашиха) |
| Торпедо: Ботнарь, Прошкин, Евдокимов (Шоркин, 46), Редькович, Самсонов, Магаль (Елисеев, 56), Дворецков (Берковский, 52), Рязанцев , Нетфуллин, Лебеденко (Гордюшенко, 74), Калмыков (Шустиков, 88). Запасные: Конюхов, Сундуков, Кертанов, Орехов, Баланюк, Прошляков. Главный тренер: Сергей Николаевич Игнашевич. Спартак-2: Селихов, Ходорченко, Петрунин (Ташаев, 62), Дьяков , Гапонов, Миронов, Денисов, Бакалюк (Лайкин, 88), Маркитесов (Влад. Шитов, 62), Оганесян, Нимели. Запасные: Марков, А. Шитов, Романьоли, Детёнышев, Баду, Данилин, Шильцов, Муминов, Кожедуб. Главный тренер: Роман Михайлович Пилипчук. |                  |                                                       |                    |                                                                                    |

| 21 ноября 2020 23 тур | Спартак-2 (Москва)               | 1:2 (0:2)                                             | Томь (Томск)                   | Москва                                                                              |
| 14:00 MSK | Кожедуб 82′ · Петрунин 54' 90+4' | отчёт (ФНЛ) отчёт (Спартак) обзор матча матч в записи | 1′ (авт.) Акмурзин · 38′ Эннин | Стадион: «Спартак» им. Черенкова Зрителей: Без зрителей Судья: Е. Буланов (Саранск) |
| Спартак-2: Акмурзин, Баду, Петрунин, Дьяков , Воропаев (Данилин, 60), Миронов, Бакалюк, Денисов (Шильцов, 71), Кожедуб, Влад. Шитов, Нимели. Запасные: Марков, А. Шитов, Романьоли, Детёнышев, Муминов, Лайкин, Голятов. Главный тренер: Роман Михайлович Пилипчук. Томь: Арапов, Эннин, Синяк (Мильдзихов, 89), Зуев, Денисов (Пенчиков, 23), Лапшов (Калачёв, 60), Андреев, Талалай (Шалаев, 86), Баляйкин , Осучукву, Давыдов (Дмитриев, 63). Запасные: Зубчихин, Бугриев, Сакович, Леонов, Поярков, Киреенко, Визнович. Главный тренер: Александр Анатольевич Кержаков. |                                  |                                                       |                                |                                                                                     |

| 25 ноября 2020 24 тур | Акрон (Тольятти)    | 0:0 (0:0)                                             | Спартак-2 (Москва) | Жигулёвск                                                             |
| 16:00 MSK | Делькин 90+2' 90+4' | отчёт (ФНЛ) отчёт (Спартак) обзор матча матч в записи |                    | Стадион: «Кристалл» Зрителей: 234 Судья: А. Любимов (Санкт-Петербург) |
| Акрон: Нестеренко, Елеев (Вахтеев, 82), Киряков, Жестоков , Верхунов, Газданов, Квеквескири (Босов, 66), Пьянченко (Садыков, 79), Герюгов, Эмини (Иванников, 46), Делькин. Запасные: Колесников, Морозов, Друковский, Горбунов. Главный тренер: Владимир Ильич Жэпэлэу. Спартак-2: Акмурзин, Воропаев, Дьяков , Гапонов, Миронов, Денисов, Бакалюк, Игнатов, Баду, Маркитесов (Кожедуб, 85), Нимели (Влад. Шитов, 75). Запасные: А. Шитов, Детёнышев, Муминов, Шильцов, Голятов. Главный тренер: Роман Михайлович Пилипчук. |                     |                                                       |                    |                                                                       |

| 29 ноября 2020 25 тур | Спартак-2 (Москва) | 1:2 (0:1)                                            | Иртыш (Омск)             | Москва                                                                                       |
| 14:00 MSK | Нимели 48′         | отчёт (ФНЛ) отчёт (Спартак) обзор матча запись матча | 27′ Сычевой · 55′ Кротов | Стадион: «Спартак» им. Черенкова Зрителей: Без зрителей Судья: Д. Стрельцов (Ростов-на-Дону) |
| Спартак-2: Акмурзин, Воропаев, Дьяков , Петрунин, Миронов (Лайкин, 70), Литвинов (Вит. Шитов, 46), Денисов, Бакалюк (Шильцов, 86), Баду, Кожедуб (Нимели, 46), Влад. Шитов. Запасные: А. Шитов, Романьоли, Детёнышев, Муминов, Голятов. Главный тренер: Роман Михайлович Пилипчук. Иртыш: Полетаев, Масловский , Шакуро, Шмыков, Магадиев, Сычевой (Шлеермахер, 90+3), Киреев (Подоксёнов, 46), Стеклов (Кербс, 89), Кротов, Киселёв, Гордиенко (Рукас, 73). Запасные: Авдюшкин, Тарабанов, Кузнецов, Третьяков. Главный тренер: Евгений Валерьевич Харлачёв. |                    |                                                      |                          |                                                                                              |

| 5 декабря 2020 26 тур | Краснодар-2                                                        | 7:0 (4:0)                                            | Спартак-2 (Москва) | Краснодар                                                                                   |
| 13:00 MSK | Кутовой 8′ · Сперцян 20′, 29′, 81′ · Мартынов 37′ · Сабуа 61′, 76′ | отчёт (ФНЛ) отчёт (Спартак) обзор матча запись матча | 18' Петрунин       | Стадион: Стадион академии ФК «Краснодар» Зрителей: Без зрителей Судья: О. Соколов (Воронеж) |
| Краснодар-2: Адамов, Стежко (Исаенко, 46), Мартынов (Байрамян, 59), Ивашин (Бочко, 81), Литвинов, Пелих, Сперцян , Мацукатов, Сабуа, Кутовой (Сергеев, 55), Воротников (Текучёв, 77). Запасные: Ещенко, Рзаев, Апеков. Главный тренер: Артём Анатольевич Куликов. Спартак-2: Акмурзин (А. Шитов, 46), Баду (Нимели, 46), Дьяков (Петрунин, 17), Ходорченко, Воропаев, Детёнышев, Влад. Шитов, Лайкин (Бакалюк, 68), Шильцов, Денисов, Вит. Шитов (Миронов, 26). Запасные: Муминов, Голятов. Главный тренер: Олег Анатольевич Саматов. |                                                                    |                                                      |                    |                                                                                             |

| 27 февраля 2021 27 тур | Спартак-2 (Москва) | 0:0 (0:0)                                             | Динамо (Брянск) | Москва                                                                              |
| 14:00 MSK |                    | отчёт (ФНЛ) отчёт (Спартак) обзор матча матч в записи |                 | Стадион: «Спартак» им. Черенкова Зрителей: 212 Судья: И. Низовцев (Нижний Новгород) |
| Спартак-2: Селихов, Миронов, Литвинов, Дьяков , Воропаев, Сунгатулин (Шильцов, 83), Денисов, Игнатов, Ташаев (Влад. Шитов, 46), Педро Роша, Оганесян. Запасные: А. Шитов, Волков, Детёнышев, Муминов, Лайкин, Мельников, Голятов, Вит. Шитов. Главный тренер: Роман Михайлович Пилипчук. Динамо: Кузнецов, Луппа, Крючков, Васильев , Дрогунов (Данилин, 58), Пикатов (Агуреев, 72), Мараев, Рухаиа, Баранов (Глушков, 86), Муромский (Сорокин, 89), Дибиргаджиев (Радченко, 58). Запасные: Вамбольт, Никитин, Хайманов, Горозия. Главный тренер: Евгений Николаевич Перевертайло. |                    |                                                       |                 |                                                                                     |

| 6 марта 2021 28 тур | Балтика (Калининград) | 1:0 (1:0)                                             | Спартак-2 (Москва) | Калининград                                                             |
| 18:00 MSK | Гелоян 19′            | отчёт (ФНЛ) отчёт (Спартак) обзор матча матч в записи |                    | Стадион: «Калининград» Зрителей: 5 647 Судья: А. Фёдоров (Петрозаводск) |
| Балтика: Латышонок, Маклаков, Мещанинов, Юрганов, Ковалёв (Демьянов, 75), Кузьмин, Казаев, Шаваев (Дудиев, 75), Гелоян (Джамилов, 76), Альшин , Маркин (Маркович, 71). Запасные: Волк, Тишкин, Плопа, Валенсия, Макарчук, Лазарев, Плетнёв, Аллеф. Главный тренер: Евгений Игоревич Калешин. Спартак-2: Селихов, Миронов, Дьяков , Литвинов, Воропаев, Сунгатулин (Лайкин, 77), Денисов, Игнатов (Шильцов, 69), Ташаев (Мельников, 57), Педро Роша (Влад. Шитов, 65), Оганесян. Запасные: Волков, Петрунин, Детёнышев. Главный тренер: Роман Михайлович Пилипчук. |                       |                                                       |                    |                                                                         |

| 10 марта 2021 29 тур | Спартак-2 (Москва) | 0:1 (0:0)                                             | Нефтехимик (Нижнекамск) | Москва                                                                        |
| 14:00 MSK |                    | отчёт (ФНЛ) отчёт (Спартак) обзор матча матч в записи | 66′ (пен.) Петров       | Стадион: «Спартак» им. Черенкова Зрителей: 46 Судья: А. Фисенко (Владивосток) |
| Спартак-2: Селихов, Воропаев, Гапонов, Дьяков , Миронов (Шильцов, 83), Денисов, Сунгатулин, Игнатов, Маркитесов (Влад. Шитов, 74), Оганесян, Педро Роша (Ташаев, 78). Запасные: Волков, А. Шитов, Петрунин, Литвинов, Лайкин. Главный тренер: Роман Михайлович Пилипчук. Нефтехимик: Исупов, Калугин, Агапов, Калачёв, Первушин, Хубаев, Петров, Уридия (Потапов, 74), Клёнкин (Давлатов, 62), Галиулин (Семёнов, 85), Юшин (Яковлев, 56). Запасные: Малашенко, Лелюкаев, Ширяев, Алекперов, Котик. Главный тренер: Кирилл Александрович Новиков. |                    |                                                       |                         |                                                                               |

| 14 марта 2021 30 тур | Велес (Москва)                                 | 5:0 (2:0)                                             | Спартак-2 (Москва) | Домодедово                                                  |
| 14:00 MSK | Федчук 13′, 44′ · Баев 62′, 70′ · Родионов 78′ | отчёт (ФНЛ) отчёт (Спартак) обзор матча матч в записи |                    | Стадион: «Авангард» Зрителей: 405 Судья: Р. Сафьян (Москва) |
| Велес: Овчинников, Климов , Елисеев, Котов, Ботака-Иобама, Майга, Галоян (Кирсанов, 80), Чуканов (Гаракоев, 82), Йосипой (Родионов, 46), Прошляков (Баев, 52), Федчук (Боковой, 74). Запасные: Косаревский, Вакулич. Главный тренер: Алексей Борисович Стукалов. Спартак-2: А. Шитов, Ещенко (Воропаев, 46), Дьяков , Гапонов, Маркитесов, Денисов, Сунгатулин (Литвинов, 46), Игнатов, Ташаев (Мельников, 61), Педро Роша (Шильцов, 72), Оганесян. Запасные: Волков, Миронов, Петрунин, Лайкин, Муминов, Влад. Шитов, Вит. Шитов, Голятов. Главный тренер: Евгений Александрович Бушманов. |                                                |                                                       |                    |                                                             |

| 20 марта 2021 31 тур | Спартак-2 (Москва)                    | 3:3 (2:0)                                             | Алания (Владикавказ)                                           | Москва                                                                 |
| 14:00 MSK | Игнатов 20′ · Роша 41′ · Воропаев 88′ | отчёт (ФНЛ) отчёт (Спартак) обзор матча матч в записи | 48′ Магомедов · 60′ Гурциев · 73' 74' А. Засеев · 78′ Шавлохов | Стадион: «Спартак» им. Черенкова Зрителей: 437 Судья: А. Амелин (Тула) |
| Спартак-2: Селихов, Миронов , Литвинов, Гапонов, Воропаев, Денисов, Сунгатулин, Игнатов, Оганесян (Мельников, 74), Маркитесов, Педро Роша. Запасные: Волков, Акмурзин, Петрунин, Муминов, Шильцов, Голятов, Влад. Шитов, Бакалюк, Ташаев. Главный тренер: Евгений Александрович Бушманов. Алания: Солдатенко , Качмазов, Шавлохов, Кокоев (Засеев, 46), Багаев (Кочиев, 46), Бутаев (Суанов, 46; Дзахов, 82), Хугаев (Гурциев, 53), Магомедов, Хубулов, Хабалов, Гиоргобиани. Запасные: Натабашвили, Зураев, Рашид, Гогниев, Дм. Кобесов. Главный тренер: Валерий Викторович Горохов. |                                       |                                                       |                                                                |                                                                        |

| 24 марта 2021 32 тур | СКА-Хабаровск                           | 3:0 (2:0)                                             | Спартак-2 (Москва) | Хабаровск                                                              |
| 12:00 MSK | Барков 5′ · Большаков 29′ · Эмерсон 65′ | отчёт (ФНЛ) отчёт (Спартак) обзор матча матч в записи |                    | Стадион: Стадион им. Ленина Зрителей: 820 Судья: К. Силантьев (Самара) |
| СКА-Хабаровск: Городовой, Эмерсон, Суслов (Никифоров, 78), Мануйлов, Большаков, Малеев (Першин, 85), Квеквескири, Мартусевич, Батютин (Георгиевский, 72), Булия (Базелюк, 69), Барков (Брагин, 87). Запасные: Кырнац, Сугробов, Илик, Тарадуда, Шищенко, Назаров, Иванков. Главный тренер: Сергей Николаевич Юран. Спартак-2: Селихов, Денисов, Миронов , Гапонов, Воропаев, Сунгатулин (Бакалюк, 80), Литвинов, Маркитесов (Шильцов, 63), Игнатов, Оганесян (Ташаев, 73), Педро Роша (Мельников, 63). Запасные: Акмурзин, Петрунин, Муминов, Голятов. Главный тренер: Евгений Александрович Бушманов. |                                         |                                                       |                    |                                                                        |

| 28 марта 2021 33 тур | Спартак-2 (Москва) | 1:1 (0:0)                                             | Текстильщик (Иваново) | Москва                                                                     |
| 14:00 MSK | Оганесян 60′       | отчёт (ФНЛ) отчёт (Спартак) обзор матча матч в записи | 66′ Губочкин          | Стадион: «Спартак» им. Черенкова Зрителей: 278 Судья: Е. Буланов (Саранск) |
| Спартак-2: Селихов , Денисов, Петрунин, Гапонов, Воропаев, Сунгатулин, Литвинов, Маркитесов (Шильцов, 89), Педро Роша, Ташаев (Мельников, 73), Оганесян. Запасные: Акмурзин, А. Шитов, Бакалюк, Муминов, Голосов, Голятов. Главный тренер: Евгений Александрович Бушманов. Текстильщик: Смирнов, Губочкин, Макушкин, Фомин , Хрипков (Маричев, 70), Обивалин, Романенко, Горюшкин, Батов, Машуков (Мосейчук, 64), Бачинский (Каменщиков, 80; Альшанский, 88). Запасные: Киселёв, Морозов, Агеев. Главный тренер: Сергей Александрович Павлов. |                    |                                                       |                       |                                                                            |

| 3 апреля 2021 34 тур | Чайка (Песчанокопское) | 0:2 (0:2)                                             | Спартак-2 (Москва)         | Песчанокопское                                                             |
| 16:00 MSK |                        | отчёт (ФНЛ) отчёт (Спартак) обзор матча матч в записи | 6′, 30′ Игнатов · 35' Роша | Стадион: Центральный им. Чайки Зрителей: 1 150 Судья: О. Соколов (Воронеж) |
| Чайка: Филиппов, Хозин , Хайруллов, Ужгин, Мигунов, Карташов (Морозов, 69), Алейников (Леонтьев, 64), Савичев, Чочиев (Безденежных, 37), Кулишев (Володкин, 37), Хохлачёв (Гарновский, 79). Запасные: Ярусов, Юнусов, Гаджибеков, Пискунов, Оразов, Олейников, Бородин. Главный тренер: Сергей Абуезидович Ташуев. Спартак-2: Акмурзин, Воропаев, Петрунин, Литвинов, Миронов, Бакалюк (Голосов, 85), Сунгатулин (Муминов, 77), Игнатов , Мельников (Влад. Шитов, 87), Педро Роша (Голятов, 46), Оганесян. Запасные: А. Шитов, Детёнышев, Шильцов. Главный тренер: Евгений Александрович Бушманов. |                        |                                                       |                            |                                                                            |

| 5 мая 2021 35 тур | Спартак-2 (Москва) | 0:2 (0:1)                                             | Крылья Советов (Самара) | Москва                                                                     |
| 12:00 MSK |                    | отчёт (ФНЛ) отчёт (Спартак) обзор матча матч в записи | 30′, 57′, 47' Сергеев   | Стадион: «Спартак» им. Черенкова Зрителей: 430 Судья: С. Куликов (Саранск) |
| Спартак-2: Акмурзин, Ташаев, Денисов, Миронов, Воропаев, Сунгатулин (Маркитесов, 61), Бакалюк, Игнатов , Мельников, Оганесян, Педро Роша (Голятов, 89). Запасные: Волков, А. Шитов, Голосов, Муминов, Лайкин, Шильцов, Влад. Шитов, Вит. Шитов. Главный тренер: Евгений Александрович Бушманов. Крылья Советов: Ломаев, Зеффан (Полуяхтов, 53), Солдатенков, Божин, Комбаров , Кабутов (Зиньковский, 69), Якуба (Хади, 75), Алвеш (Горшков, 61), Ефремов, Голенков (Сарвели, 65), Сергеев. Запасные: Фролов, Овсянников,Чернов, Ежов, Прищепа, Тюрин, Канунников. Главный тренер: Игорь Витальевич Осинькин. |                    |                                                       |                         |                                                                            |

| 11 апреля 2021 36 тур | Оренбург                                                 | 5:2 (3:0)                                             | Спартак-2 (Москва)                       | Оренбург                                                     |
| 13:00 MSK | Бреев 3′, 65′ · Гойкович 30′ · Фамейе 45′ · Палиенко 47′ | отчёт (ФНЛ) отчёт (Спартак) обзор матча матч в записи | 75′ Голятов · 79′ Литвинов · 88' Игнатов | Стадион: «Газовик» Зрителей: 2 028 Судья: А. Сухой (Люберцы) |
| Оренбург: Климович, Сиваков, Малых , Гойкович, Смирнов, Палиенко (И. Воробьёв, 64), Бреев (Нойок, 67), Ткачук (Эктов, 72), А. Миронов, Д. Воробьёв (Прудников, 59), Фамейе (А. Козлов, 76). Запасные: Гошев, Кеняйкин, Мамин, С. Козлов, Масловский, Нестеров, Скворцов. Главный тренер: Марцел Личка. Спартак-2: Акмурзин, Бакалюк, Детёнышев, Петрунин, Воропаев, Сунгатулин, Литвинов, Муминов (Голятов, 46), Мельников (Влад. Шитов, 60), Оганесян (Вит. Шитов, 66), Игнатов . Запасные: А. Шитов, Голосов, Л. Миронов, Шильцов, Лайкин. Главный тренер: Евгений Александрович Бушманов. |                                                          |                                                       |                                          |                                                              |

| 17 апреля 2021 37 тур | Спартак-2 (Москва)         | 2:0 (2:0)                                             | Волгарь (Астрахань) | Москва                                                                               |
| 14:00 MSK | Игнатов 19′ · Оганесян 34′ | отчёт (ФНЛ) отчёт (Спартак) обзор матча матч в записи | 80' 89' Юсупов      | Стадион: «Спартак» им. Черенкова Зрителей: 184 Судья: К. Аверьянов (Санкт-Петербург) |
| Спартак-2: Акмурзин, Бакалюк, Миронов, Петрунин (Детёнышев, 90), Воропаев (Денисов, 83), Сунгатулин, Литвинов, Игнатов (Голятов, 46), Мельников (Вит. Шитов, 75), Оганесян, Педро Роша (Влад. Шитов, 78). Запасные: А. Шитов, Волков, Голосов, Муминов, Лайкин, Ташаев. Главный тренер: Андрей Степанович Коновалов. Волгарь: Саганович, Локтионов (Ведерников, 46), Хомуха, Журавлёв, Бердников, Мендель (Павлишин, 46), Полубояринов (Емельянов, 68), Николаев (Агаларов, 46), Бутенко (Габараев, 61), Юсупов, Погосов. Запасные: Антипин, Горовых, Белоус. Главный тренер: Виталий Николаевич Панов. |                            |                                                       |                     |                                                                                      |

| 24 апреля 2021 38 тур | Енисей (Красноярск)                          | 4:2 (1:1)                                             | Спартак-2 (Москва)            | Красноярск                                                        |
| 13:00 MSK | Билоног 16′ · Лескано 59′, 79′ · Ломакин 70′ | отчёт (ФНЛ) отчёт (Спартак) обзор матча матч в записи | 8′, 62′ Игнатов · 90' Миронов | Стадион: «Центральный» Зрителей: 3 069 Судья: Е. Турбин (Дмитров) |
| Енисей: Опарин, Кичин, Цховребов, Марков (Абрамов, 85), Сухомлинов, Раздорских (Самойлов, 90), Иванов (Ломакин, 71), Билоног (Песиков, 46), Лескано (Карпук, 87), Глушков, Ланин. Запасные: Ребров, Желнин, Рукас, Гарбуз, Елеев, Комков, Галимов. Главный тренер: Александр Михайлович Алфёров. Спартак-2: Акмурзин, Миронов, Детёнышев, Петрунин, Воропаев, Сунгатулин, Лайкин, Мельников (Вит. Шитов, 65), Оганесян, Игнатов , Педро Роша (Влад. Шитов, 76). Запасные: А. Шитов, Голосов, Муминов, Ташаев, Голятов. Главный тренер: Евгений Александрович Бушманов. |                                              |                                                       |                               |                                                                   |

| 28 апреля 2021 39 тур | Спартак-2 (Москва)                                         | 3:5 (2:2)                                             | Факел (Воронеж)                                                        | Москва                                                                        |
| 14:00 MSK | Игнатов 13′ · Мельников 32′ · Роша 50′ · Денисов 45+1' 63' | отчёт (ФНЛ) отчёт (Спартак) обзор матча матч в записи | 4′ Мазуров · 43′ Замалиев · 60′ (пен.), 79′ Пейчинович · 90+2′ Акбашев | Стадион: «Спартак» им. Черенкова Зрителей: 162 Судья: В. Сельдяков (Балашиха) |
| Спартак-2: Акмурзин, Денисов, Детёнышев, Петрунин, Воропаев, Сунгатулин, Бакалюк, Игнатов (Лайкин, 67), Мельников (Влад. Шитов, 70), Оганесян (Ташаев, 78), Педро Роша (Вит. Шитов, 70). Запасные: Волков, А. Шитов, Муминов, Голосов. Главный тренер: Евгений Александрович Бушманов. Факел: Ермаков, Смирнов, Пейчинович , Дашаев, Почивалин, Мастерной (Черов, 78), Замалиев (Седов, 90), Дмитриев (Царукян, 88), Акбашев, Мазуров (Шепилов, 67), Максимов (Яковлев, 78). Запасные: Саутин, Кортнев, Брызгалов, Петрусёв. Главный тренер: Олег Петрович Василенко. |                                                            |                                                       |                                                                        |                                                                               |

| 2 мая 2021 40 тур | Нижний Новгород                                                       | 4:0 (1:0)                                             | Спартак-2 (Москва) | Нижний Новгород                                                                 |
| 16:00 MSK | Горбунов 45+2′ · Кавтарадзе 48′ · Янсане 88′ · Калинский 90+3′ (пен.) | отчёт (ФНЛ) отчёт (Спартак) обзор матча матч в записи | 29' Детёнышев      | Стадион: «Нижний Новгород» Зрителей: 6 715 Судья: Д. Стрельцов (Ростов-на-Дону) |
| Нижний Новгород: Анисимов, Эдиев, Маляров (Янсане, 46), Темников (Зуйков, 70), Каккоев, Гоцук , Попов (Гогличидзе, 57), Горбунов (Ставпец, 84), Комолов, Калинский, Кавтарадзе. Запасные: Сысуев, Смирнов, Гащенков, Султонов, Шарипов, Югалдин, Галаджан, Сулейманов. Главный тренер: Роберт Геннадьевич Евдокимов. Спартак-2: Акмурзин, Ташаев, Детёнышев, Петрунин, Воропаев (Голосов, 75), Сунгатулин, Бакалюк, Игнатов (Лайкин, 60), Мельников (Влад. Шитов, 68), Оганесян (Вит. Шитов, 68), Педро Роша (Голятов, 81). Запасные: А. Шитов, Муминов. Главный тренер: Евгений Александрович Бушманов. |                                                                       |                                                       |                    |                                                                                 |

| 8 мая 2021 41 тур | Спартак-2 (Москва)                         | 4:2 (2:1)                                             | Шинник (Ярославль)    | Москва                                                                   |
| 14:00 MSK | Оганесян 31′, 89′ · Роша 32′ · Игнатов 63′ | отчёт (ФНЛ) отчёт (Спартак) обзор матча матч в записи | 34′ Носов · 59′ Щадин | Стадион: «Спартак» им. Черенкова Зрителей: 119 Судья: А. Чистяков (Азов) |
| Спартак-2: Акмурзин, Бакалюк (Ташаев, 64), Миронов, Петрунин, Воропаев, Сунгатулин, Денисов, Игнатов , Мельников (Вит. Шитов, 90), Оганесян, Педро Роша (Голятов, 87). Запасные: А. Шитов, Детёнышев, Голосов, Муминов, Лайкин, Шильцов, Влад. Шитов. Главный тренер: Евгений Александрович Бушманов. Шинник: Матюша, Стешин, Зинков, Самойлов, Самсонов (Маляров, 76), Каретник (Дорофеев, 82), Азявин (Тананаев, 89), Щадин (Игнатенко, 64), Бетюжнов, Носов (Гонгапшев, 74), Низамутдинов . Запасные: Зириков, Щербаков, Масленников. Главный тренер: Юрий Фарзунович Газзаев. |                                            |                                                       |                       |                                                                          |

| 15 мая 2021 42 тур | Спартак-2 (Москва)                                     | 4:3 (1:1)                                             | Чертаново (Москва)                             | Москва                                                                         |
| 14:00 MSK | Мельников 39′, 73′ · Влад. Шитов 60′ · Роша 66′ (пен.) | отчёт (ФНЛ) отчёт (Спартак) обзор матча матч в записи | 25′ Молтенинов · 49′ Тюменцев · 90+2′ Радионов | Стадион: «Спартак» им. Черенкова Зрителей: 337 Судья: С. Цыганок (Владивосток) |
| Спартак-2: Акмурзин, Ташаев (Голосов, 80), Миронов, Петрунин, Воропаев, Сунгатулин, Денисов (Муминов, 10), Педро Роша (Шильцов, 85), Оганесян (Муталиев, 87), Мельников, Влад. Шитов (Голятов, 74). Запасные: А. Шитов, Детёнышев. Главный тренер: Евгений Александрович Бушманов. Чертаново: Радионов, Бартасевич , Алексеев, Кутин, Герчиков (Молодняков, 22), Сулейманов (Ляхов, 46), Тюменцев, Рудковский (Соколов, 61), Канищев (Завезён, 46), Молтенинов, Пиняев. Запасные: Задирака, Абаев, Гудков, Лямзин, Молчанов. Главный тренер: Андрей Павлович Дмитриев. |                                                        |                                                       |                                                |                                                                                |